# Baanes (comandant)
Baanes (grec antic: Βαάνης, Vaanis; armeni: Վահան, Vahan) fou un comandant de l'Imperi Romà d'Orient que probablement morí poc després de la batalla del Yarmuk el 636.
Baanes, un armeni que anteriorment havia dirigit la guarnició d'Èmesa i participat en la guerra romano-sassànida del 602-628 com a mestre dels soldats d'Orient, fou el comandant en cap de les forces romanes al Yarmuk. Ell i part de les seves tropes aconseguiren evitar la seva destrucció a la batalla, però foren perseguits i morts per la guàrdia mòbil àrab durant la seva posterior retirada cap a Damasc, tot i que altres relats diuen que, havent perdut el seu honor amb la derrota, es podria haver clausurat en un monestir del Sinaí.
Les fonts musulmanes destaquen el comportament «noble i exemplar» de Baanes en comparació amb el d'altres comandants romans. Segons aquestes fonts, abans de la batalla del Yarmuk, un general romà confiscà ovelles d'un ciutadà cristià de l'Imperi i, quan aquest envià la seva dona i la seva filla a queixar-se'n, les dones foren violades, el fill fou mort quan intentà defensar-les i al pare li tallaren una mà. Baanes, desesperat davant d'aquests crims, però incapaç de castigar-ne els culpables perquè gaudien del suport de tots els altres generals, exclamà:
| « | Que estrany i desconcertant! Com és que no s'esfondren les muntanyes, com és que no es desborda el mar, com és que no desapareix la terra i com és que no tremola el cel davant d'aquest pecat que heu comès? […] Juro que jo soc innocent dels vostres actes. | » |
| — | |   |

Les fonts segons les quals Baanes o els seus soldats s'haurien rebel·lat contra l'emperador Heracli abans de la batalla del Yarmuk probablement són propaganda escampada per culpar Baanes de la desfeta.